# Сиэтл Тандербёрдз
«Сиэтл Тандербёрдз» (англ. Seattle Thunderbirds) — молодёжный хоккейный клуб из города Кент, штат Вашингтон, к югу от Сиэтла. Выступает в Западной хоккейной лиге (WHL), одной из трёх лиг, составляющих Канадскую хоккейную лигу (CHL). 

## История
Команда была основана в 1971 году как «Ванкувер Натс» из WCHL, но в 1973 году переехала в Камлупс, и называлась «Камлупс Чифс».
В 1977 году команда переехала в Сиэтл и была переименована в «Сиэтл Брейкерс». После сезона 1984–85 «Брейкерс» были проданы новым владельцам и переименованы в «Сиэтл Тандербёрдз».
В 2009 году команда переехала на новую арену «аксессо ШоУэр-центр» в городе Кент, в 20 милях от Сиэтла.

## Достижения
- Чемпион WHL (2): 2017, 2023;
- Победитель конференции (4): 2016, 2017, 2022, 2023;
- Финалист Мемориального кубка: 2023;

## Рекорды команды
| Рекорды команды за один сезон      |       |         |
| Статистика                         | Всего | Сезон   |
| Очки                               | 111   | 2022–23 |
| Победы                             | 54    | 2022–23 |
| Наибольшее кол-во забитых шайб     | 444   | 1989–90 |
| Наименьшее кол-во забитых шайб     | 172   | 2009–10 |
| Наименьшее кол-во пропущенных шайб | 144   | 2004–05 |
| Наибольшее кол-во пропущенных шайб | 436   | 1987–88 |